# Alanina deidrogenasi
La alanina deidrogenasi è un enzima appartenente alla classe delle ossidoreduttasi, che catalizza la seguente reazione:
L-alanina + H2O + NAD+ ⇄ piruvato + NH3 + NADH + H+